# Birmingham Royal Ballet
Pour les articles homonymes, voir BRB.
Birmingham Royal Ballet est une compagnies de danse classique du Royaume-Uni.

## Histoire
Fondé en 1945 par Ninette de Valois, le Birmingham Royal Ballet (BRB) est l'héritier du Sadler's Wells Opera Ballet de Londres. Il s'est installé à Birmingham en 1990. Il est l'une des trois grandes compagnies de danse classique du Royaume-Uni avec le Royal Ballet et l'English National Ballet,.

## Danseurs réputés
- Maia Makhateli (vers 1986-), danseuse de ballet géorgienne.